# E-Sports Entertainment Association
Die E-Sports Entertainment Association (kurz: ESEA) ist ein Veranstalter eines E-Sport-Ligasystems, welches seinen Schwerpunkt in Nordamerika hat. Derzeit führt die ESEA regional unterteilte teils mehrklassige Ligen in Counter-Strike: Global Offensive und Team Fortress 2. In Kooperation mit der Electronic Sports League veranstaltete die ESEA im Jahr 2015 mit der ESL ESEA Pro League mehrere hochdotierte Turniere in Counter-Strike: Global Offensive. Ende November 2015 wurde die ESEA von der Electronic Sports League aufgekauft.

## Geschichte
Im Jahr 2003 gegründet, stellt die ESEA ihren Benutzern seither Spieleserver zur Verfügung, auf denen sie kompetitiv gegen andere ESEA-Nutzer ihre Fähigkeiten verbessern können. Erste Preisgelder schüttete die ESEA 2009 in Folge der Einführung fester Saisons aus. Während es in der ersten Spielzeit nur eine Liga in Counter-Strike 1.6 gab, wurde in der zweiten Spielzeit auch eine Liga in Counter-Strike: Source und Team Fortress 2 eingeführt. Bereits in der zweiten Spielzeit etablierte die ESEA in Counter-Strike 1.6 die Invite-Division als höchste Spielklasse, welche in Season 3 auf die anderen beiden Disziplinen ausgeweitet wurde. Seit Season 3 veranstaltet die ESEA zudem am Ende jeder Spielzeit ein Offline-Event in Dallas. Für einige Spielzeiten bot man den Spielern auch eine Open-Liga in StarCraft II und League of Legends an, welche jedoch seit 2013 jedoch wieder vollständig aus dem Ligasystem gestrichen wurden. Mit dem Umstieg auf Counter-Strike: Global Offensive, für deren Ligen seit 2012 Preisgelder vergeben werden, stellte die ESEA 2013 die Counter-Strike-1.6- und Counter-Strike:-Source-Ligen ein. Mit dem neuen Spiel CS:GO konnte die ESEA sich auch in Europa etablieren. An den LAN-Finals nehmen seit 2013 in Counter-Strike: Global Offensive auch europäische Teams teil. Seit 2014 (Saison 16) nehmen in Counter-Strike: Global Offensive die jeweils vier besten Teams aus den höchsten ESEA-Ligen Europas und Nordamerikas an den LAN-Finals teil. Einen Großen Schritt machte die ESEA im Jahr 2015 in Zusammenarbeit mit der Electronic Sports League mit der Gründung der ESL ESEA Pro League, für deren Offline-Finals mit 250.000 US-Dollar zwischenzeitlich genauso viel Preisgeld ausgeschüttet wird, wie für die von der Valve Corporation gesponserten Major-Turniere. Inzwischen bietet die ESEA auch in Südamerika, Asien, Südafrika und Australien eigene mit Preisgeld dotierte Ligen an.

## ESEA Client
Die ESEA ist weiterhin für ihr Anti-Cheat-Tool – den ESEA Client – bekannt, welcher für das erfolgreiche Spielen in den ESEA Ligen Voraussetzung ist. Mit Hilfe des Programms wurde im November 2014 der Spieler Simon „smn“ Beck von der ESEA überführt und kurz darauf von Valves Anti-Cheat-Programm gebannt. Im November 2013 einigte sich die ESEA mit dem Bundesstaat New Jersey in einem Vergleich auf eine Strafzahlung von bis zu einer Million US-Dollar. Nach Darstellung der ESEA hatte ein Mitarbeiter auf den Computern von Nutzern des ESEA-Clients heimlich Bitcoin generieren lassen. Seit einem Update im Mai 2015 kann die ESEA mittels des ESEA Client administrativ auf die Computer ihrer Nutzer zugreifen und Informationen über Monitor und Mausbewegungen überwachen, speichern und hochladen.